# Fritz Stöckli
Fritz Karl Stöckli (15 de mayo de 1916-diciembre de 1968) fue un deportista suizo que compitió en lucha libre y bobsleigh.
Participó en los Juegos Olímpicos de Londres 1948, obteniendo la medalla de plata en lucha, en la categoría 87 kg. Ganó una medalla de plata en el Campeonato Europeo de Lucha de 1946 en la misma categoría.
Además, disputó los Juegos Olímpicos de Oslo 1952, ocupando el cuarto lugar en bobsleigh, en la prueba cuádruple. Consiguió una medalla de oro en el Campeonato Mundial de Bobsleigh de 1953, en la prueba doble.

## Palmarés internacional
| Juegos Olímpicos   | Juegos Olímpicos      | Juegos Olímpicos | Juegos Olímpicos |
| Año                | Lugar                 | Medalla          | Prueba           |
| ------------------ | --------------------- | ---------------- | ---------------- |
| 1948               | Londres (Reino Unido) | Medalla de plata | 87 kg            |
| Campeonato Europeo |                       |                  |                  |
| Año                | Lugar                 | Medalla          | Categoría        |
| 1946               | Estocolmo (Suecia)    | Medalla de plata | 87 kg            |

| Campeonato Mundial | Campeonato Mundial           | Campeonato Mundial | Campeonato Mundial |
| Año                | Lugar                        | Medalla            | Prueba             |
| ------------------ | ---------------------------- | ------------------ | ------------------ |
| 1953               | Garmisch-Partenkirchen (RFA) | Medalla de oro     | Doble              |